# フィルジル・ファン・ダイク
フィルジル・ファン・ダイク（Virgil van Dijk, 1991年7月8日 - ）は、オランダ・ブレダ出身のサッカー選手。プレミアリーグ・リヴァプールFC所属。オランダ代表。ポジションはディフェンダー(CB)。

## 経歴
2009年、ヴィレムIIのユースチームでキャリアをスタートさせる。その後、FCフローニンゲンのユースチームへ加入し、2011年にトップチームデビュー。2012年には虫垂炎、腹膜炎、腎臓感染を患い、遺言を遺さなければならないほどの重症であったが、手術の末に回復した。
2013年6月、スコティッシュ・プレミアシップのセルティックFCへ移籍。2度のリーグ優勝を経験し、2014-15シーズンにはスコティッシュリーグカップとの2冠を達成。

### サウサンプトン
2015年9月1日、プレミアリーグのサウサンプトンFCへ移籍。移籍金は1150万ポンドで契約期間は5年。2017年6月、リヴァプールFCから正式なオファーがあったものの、サウサンプトンはリヴァプールが不正な手段でファン・ダイクに接触したとしてプレミアリーグに報告した。結局、この夏のオフ期間にファン・ダイクが移籍する事は叶わなかった。サウサンプトンでは、移籍問題の影響で、シーズン当初は起用されなかったが、リーグ戦35試合に出場した。

### リヴァプール

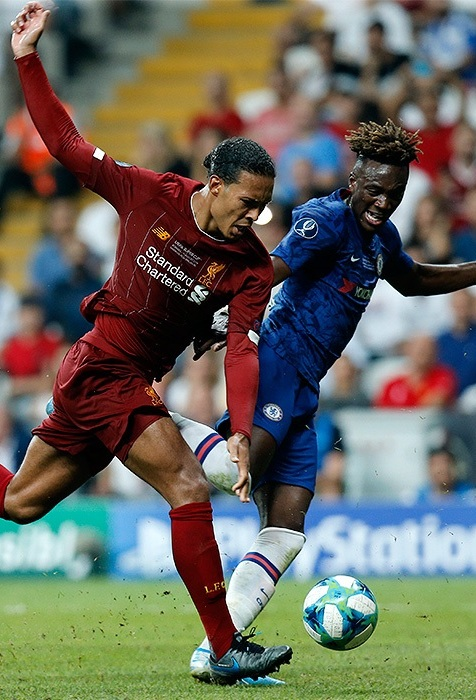
リヴァプールでのファン・ダイク（左、2019年。右はタミー・アブラハム）

2017-18シーズン中の2017年12月27日、リヴァプールFCへの移籍が決定、2018年1月1日付での加入となる。移籍金は7500万ポンド(114億円)とされ、2017年12月28日の時点でディフェンダーとしてはプレミアリーグ最高額での移籍金と報じられた。また自身のインスタグラムに「リヴァプールの選手になることができ、喜び、そして感謝しています。今日、僕はワールドクラスのビッグクラブに加わり、誇りに思う一日です。レッズ（リヴァプールの愛称）の赤いシャツを着るのが楽しみで待ちきれません。僕はすべて捧げ、この偉大なクラブの偉業に貢献したいです。また、サウサンプトンの監督、選手、そしてサポーターの皆さんには感謝を伝えたいです」とコメントした。1月5日、FAカップ3回戦のエヴァートンとのマージーサイド・ダービーで、リヴァプール移籍後初出場を果たし、終盤にはヘディングで決勝点を挙げ新天地でいきなりチームの勝利に貢献した。レアル・マドリードに敗れ優勝こそ逃したものの、UEFAチャンピオンズリーグ 2017-18決勝進出に貢献した。
2018-19シーズン、11月のプレミアリーグ月間最優秀選手に選出された。12月20日のウルヴァーハンプトン・ワンダラーズ戦でチームの2点目のゴールを決め勝利に貢献（これがリヴァプール移籍後リーグ戦初ゴールとなった）。チャンピオンズリーグ決勝トーナメント・ラウンド16のバイエルン・ミュンヘン戦のアウェーでの2ndレグでは、ジェイムズ・ミルナーのCKをヘッドで合わせて決勝ゴールを決め、更に1アシストの活躍でベスト8入りに貢献した。リヴァプールの選手がチャンピオンズリーグ決勝トーナメントのアウェーでの試合において1ゴール1アシストを記録したのは2007年のクレイグ・ベラミー以来となった。シーズンを通じてディフェンスリーダーとしてプレミアリーグ全38試合に出場（うち37試合でフル出場）。マンチェスター・シティとのハイレベルな首位争いの中でリーグ最少失点を誇ったチームを牽引し、2019年4月28日にはPFA年間最優秀選手賞を受賞した。ディフェンダーが同賞を受賞するのは2004-05シーズンのジョン・テリー以来14年ぶりだった。チャンピオンズリーグ決勝のトッテナム・ホットスパー戦ではソン・フンミンやハリー・ケインらトッテナム攻撃陣を0点に抑え、リヴァプールの14年ぶりとなる優勝に貢献し、UEFAが選ぶマン・オブ・ザ・マッチに選定された。
2019-20シーズン、1月19日のマンチェスター・ユナイテッドとのナショナルダービーではCKから決勝ゴールとなる先制点を決めた。コロナウイルスによるリーグ戦の中断で終盤は過密日程になったにもかかわらず負傷欠場は無く、加えて警告や退場による欠場も無くプレミアリーグ全38試合にフル出場。30年振りとなるリーグ優勝に貢献し、ガーディアン誌が採点したリヴァプールにおける優勝への貢献度の採点で、満点となる10を記録した。優勝チームでのフィールドプレイヤーの全試合フル出場はプレミアリーグ史上5人目の快挙であり、パス本数3257本も2位のロドリを大きく離してプレミアリーグ1位だった。2020-21シーズン、2020年10月17日のエヴァートンFC戦で、前半11分にジョーダン・ピックフォードと交錯した際に右膝前十字靭帯損傷の重傷を負い、手術の為に2020-21シーズンの残り試合を全休。UEFA EURO 2020も欠場した。2022-23シーズン、10月29日、リーズ戦での敗北により、チーム加入以来ホームスタジアムであるアンフィールドで出場した試合での無敗70戦という記録が途絶えた。2023-24シーズンから、これまでチームのキャプテンを務めていたジョーダン・ヘンダーソンが退団したことにより、新たなキャプテンに就任した。EFLカップ決勝のチェルシー戦で決勝点を奪うなど、勝利に貢献した。

## 代表経歴

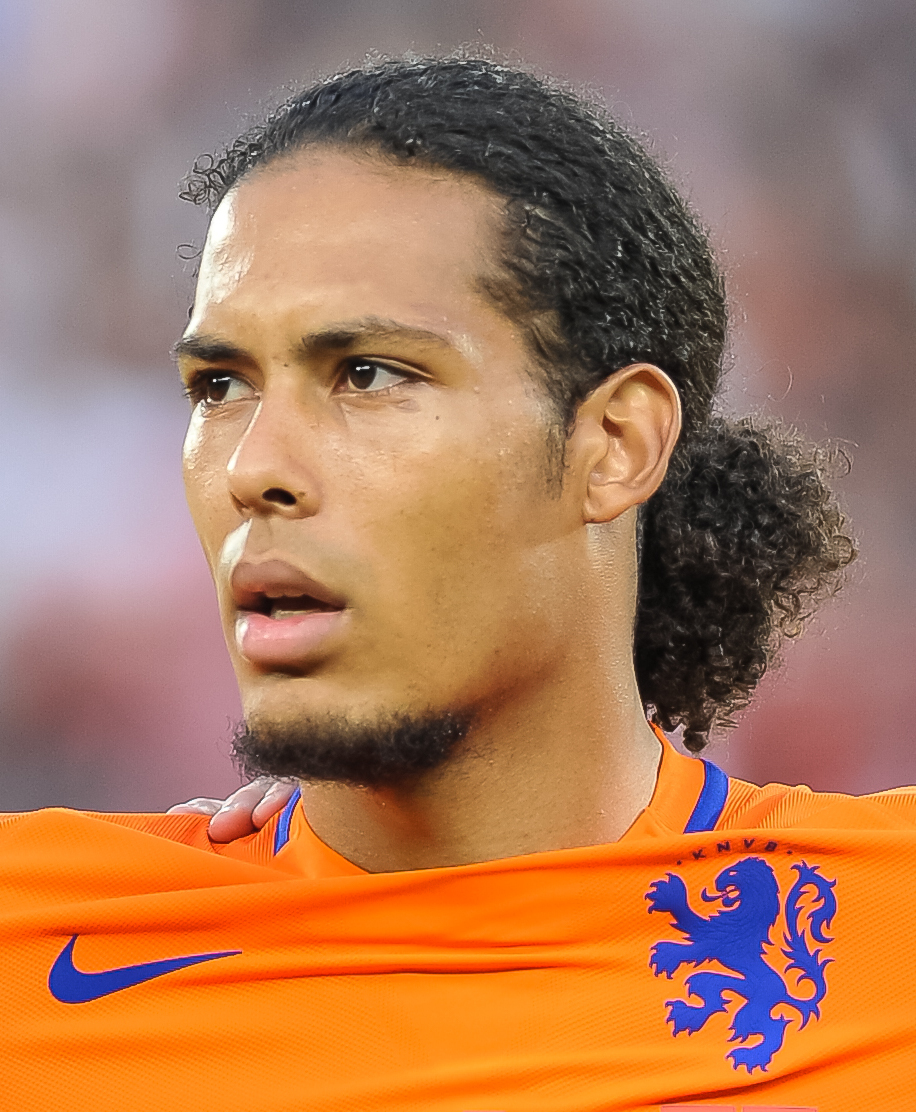
オランダ代表でのファン・ダイク (2016年)

2015年10月、UEFA EURO 2016予選に臨むオランダ代表に招集され、カザフスタン戦にてフル代表デビューを果たす。
2018年3月26日のポルトガルとの親善試合で、代表初得点を挙げた。リーグ戦での負傷によりUEFA EURO 2020に参加出来なかった。
2022年11月、2022 FIFAワールドカップに臨むオランダ代表に招集され、キャプテンとして大会に参加することが決定した。

## プレースタイル
恵まれた身体能力と的確な読みによる対人守備の圧倒的な強さと、正確なロングフィードやセットプレー時の空中戦の強さによる攻撃力を兼ね備えたセンターバック。特に対人守備の強さに関しては、2018-19シーズンの全50試合で相手に1度もドリブルで抜かれなかった。プレミア・リーグでの空中戦勝率76.6%といったデータを残している。
またリーダーシップも持ち合わせており、所属クラブのリヴァプールでも、オランダ代表でもキャプテンを務める。

## 評価
海外サッカー通として知られる元プロサッカー選手の林陵平はファン・ダイクの対人守備の強さについてポジショニングの的確さといった基本的な事項に加え、UEFAネーションズリーグ・フランス戦でのキリアン・エムバペへの対応や、トッテナム戦でのムサ・シソコとソン・フンミンへの1対2での対応を例に挙げ、瞬時の判断で相手の選択肢を限定し誘導する能動的な守備が特長であると評価した。
スポーツライターの森田泰史はファン・ダイクを「派手なスライディングで決定機を防ぐことは少なく、常に先回りしてカバーリングを行いスペースを潰し、危険を事前に摘み取っていくクレバーなディフェンダー」と評している。
チェルシーでファン・ダイクと対戦したエデン・アザールは、最も手強いディフェンダーとしてヴァンサン・コンパニとともにファン・ダイクの名を挙げ、「世界最高の一人」と称賛した。リオ・ファーディナンドも、リヴァプールの最終ラインの不安を解消したファン・ダイク加入の影響力を指摘し「プレミアリーグ史上最高のDF」であると賛辞を送った。
OB選手からの評価では、ジェイミー・レドナップはファン・ダイクを、ジョン・テリーの試合を読む能力、リオ・ファーディナンドのスピードと技術、ロングフィード、ネマニャ・ヴィディッチの精神力、空中戦の強さ、リーダーシップを兼ね備えており、プレミアリーグ史上最高のDFになりうると評価した。

## 人物
父はフィルジルが若い頃に蒸発した。背ネームを姓の「ファン・ダイク」ではなく名の「フィルジル」としているのは、蒸発した父の姓を使うことを嫌っているためである。フィルジルがスター選手になった途端父がSNSで「息子を誇りに思う」と発信すると、フィルジルの弟ヨルダンは「お前にそんな権利はない」と激怒した。
「Virgil」という名前は元々オランダ語に存在する名前ではなく英語の名前であり、このケースでは標準オランダ語スピーカーでも英語としての発音が正しい。そのため「ヴァージル 」が実際の発音に最も近い仮名表記である。

## 個人成績

### クラブ

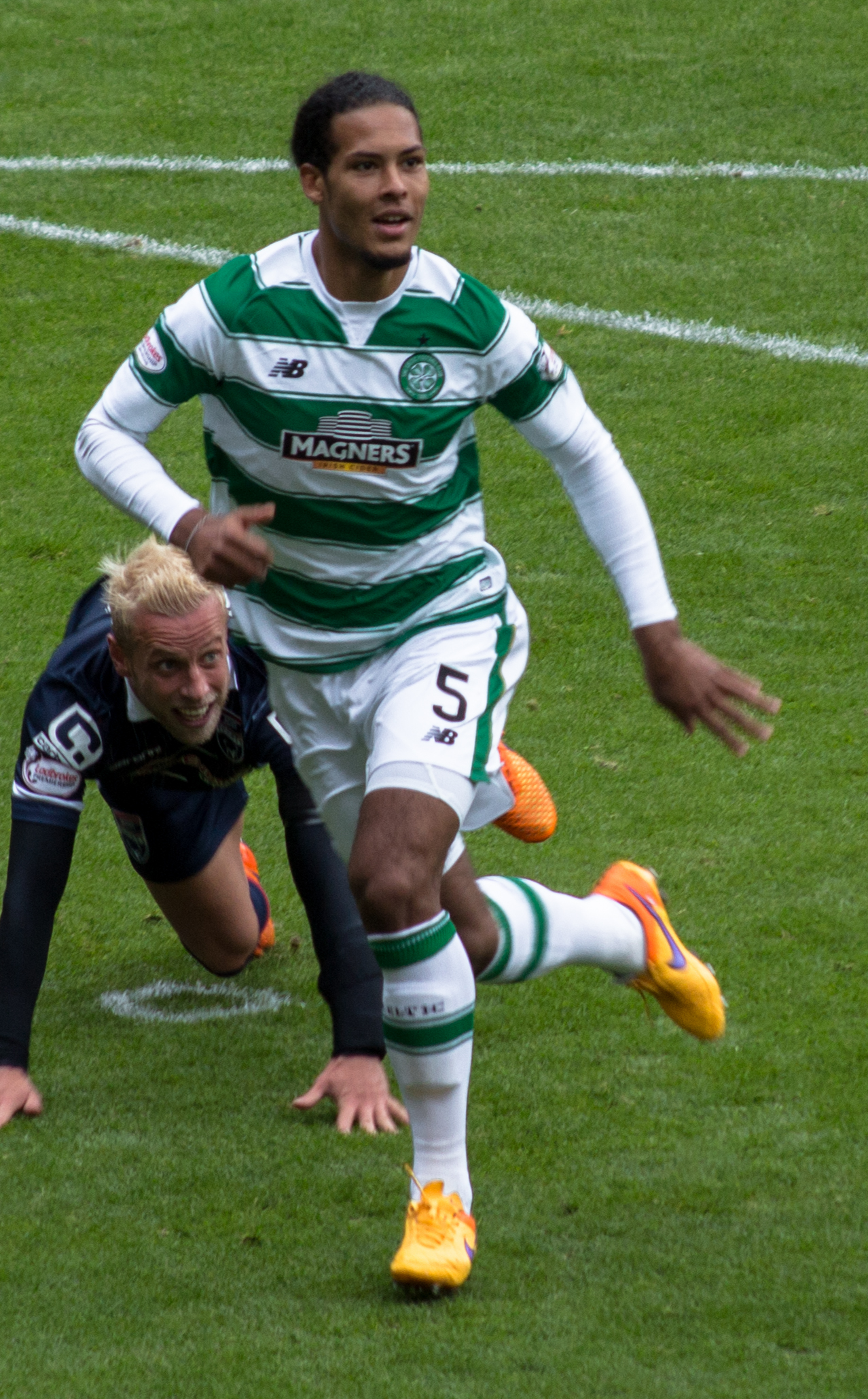
セルティック時代 (2015年)

2023-24シーズン終了時点
| クラブ         | シーズン     | リーグ           | リーグ戦 | リーグ戦 | カップ戦 | カップ戦 | リーグ杯 | リーグ杯 | 国際大会 | 国際大会 | その他 | その他 | 合計 | 合計 |
| クラブ         | シーズン     | リーグ           | 出場     | 得点     | 出場     | 得点     | 出場     | 得点     | 出場     | 得点     | 出場   | 得点   | 出場 | 得点 |
| -------------- | ------------ | ---------------- | -------- | -------- | -------- | -------- | -------- | -------- | -------- | -------- | ------ | ------ | ---- | ---- |
| フローニンゲン | 2010-11      | エールディヴィジ | 5        | 2        | 0        | 0        | -        | -        | -        | -        | 0      | 0      | 5    | 2    |
| フローニンゲン | 2011-12      | エールディヴィジ | 23       | 3        | 1        | 0        | -        | -        | -        | -        | 0      | 0      | 24   | 3    |
| フローニンゲン | 2012-13      | エールディヴィジ | 34       | 2        | 3        | 0        | -        | -        | -        | -        | 0      | 0      | 37   | 2    |
| フローニンゲン | 通算         | 通算             | 62       | 7        | 4        | 0        | -        | -        | -        | -        | 0      | 0      | 66   | 7    |
| セルティック   | 2013-14      | S・プレミア      | 36       | 5        | 2        | 0        | 1        | 0        | 8        | 0        | 0      | 0      | 47   | 5    |
| セルティック   | 2014-15      | S・プレミア      | 35       | 4        | 5        | 4        | 4        | 0        | 14       | 2        | 0      | 0      | 58   | 10   |
| セルティック   | 2015-16      | S・プレミア      | 5        | 0        | -        | -        | -        | -        | 5        | 0        | 0      | 0      | 10   | 0    |
| セルティック   | 通算         | 通算             | 76       | 9        | 7        | 4        | 5        | 0        | 27       | 2        | 0      | 0      | 115  | 15   |
| サウサンプトン | 2015-16      | プレミアリーグ   | 34       | 3        | 1        | 0        | 3        | 0        | -        | -        | 0      | 0      | 38   | 3    |
| サウサンプトン | 2016-17      | プレミアリーグ   | 21       | 1        | 1        | 1        | 2        | 0        | 6        | 2        | 0      | 0      | 30   | 4    |
| サウサンプトン | 2017-18      | プレミアリーグ   | 12       | 0        | -        | -        | 0        | 0        | -        | -        | 0      | 0      | 12   | 0    |
| サウサンプトン | 通算         | 通算             | 67       | 4        | 2        | 1        | 5        | 0        | 6        | 2        | 0      | 0      | 80   | 7    |
| リヴァプール   | 2017-18      | プレミアリーグ   | 14       | 0        | 2        | 1        | -        | -        | 6        | 0        | 0      | 0      | 22   | 1    |
| リヴァプール   | 2018-19      | プレミアリーグ   | 38       | 4        | 0        | 0        | 0        | 0        | 12       | 2        | 0      | 0      | 50   | 6    |
| リヴァプール   | 2019-20      | プレミアリーグ   | 38       | 5        | 1        | 0        | 2        | 0        | 8        | 0        | 3      | 0      | 50   | 5    |
| リヴァプール   | 2020-21      | プレミアリーグ   | 5        | 1        | 0        | 0        | 0        | 0        | 0        | 0        | 1      | 0      | 8    | 1    |
| リヴァプール   | 2021-22      | プレミアリーグ   | 34       | 3        | 5        | 0        | 3        | 0        | 9        | 0        | -      | -      | 51   | 3    |
| リヴァプール   | 2022-23      | プレミアリーグ   | 32       | 3        | 0        | 0        | 0        | 0        | 8        | 0        | 1      | 0      | 41   | 3    |
| リヴァプール   | 2023-24      | プレミアリーグ   | 36       | 2        | 3        | 1        | 4        | 1        | 5        | 0        | -      | -      | 48   | 4    |
| リヴァプール   | 通算         | 通算             | 197      | 18       | 11       | 2        | 9        | 1        | 48       | 2        | 5      | 0      | 270  | 23   |
| キャリア通算   | キャリア通算 | キャリア通算     | 402      | 38       | 24       | 7        | 19       | 1        | 81       | 7        | 5      | 0      | 531  | 52   |

## 代表歴

### 出場大会
- オランダ代表
  - 2022 FIFAワールドカップ

### 試合数
2024年1月1日現在
- 国際Aマッチ 64試合 7得点（2015年-）[43]

| オランダ代表 | 国際Aマッチ | 国際Aマッチ |
| 年           | 出場        | 得点        |
| ------------ | ----------- | ----------- |
| 2015         | 3           | 0           |
| 2016         | 9           | 0           |
| 2017         | 4           | 0           |
| 2018         | 8           | 3           |
| 2019         | 9           | 1           |
| 2020         | 5           | 0           |
| 2021         | 6           | 1           |
| 2022         | 10          | 1           |
| 2023         | 10          | 1           |
| 2024         |             |             |
| 通算         | 64          | 7           |

### 得点
| # | 開催日         | 開催地                                     | 対戦国       | スコア | 結果 | 大会                          |
| - | -------------- | ------------------------------------------ | ------------ | ------ | ---- | ----------------------------- |
| 1 | 2018年3月26日  | ジュネーヴ、スタッド・ドゥ・ジュネーヴ     | ポルトガル   | 0-3    | 0-3  | 国際親善試合                  |
| 2 | 2018年10月13日 | アムステルダム、ヨハン・クライフ・アレナ   | ドイツ       | 1-0    | 3-0  | UEFAネーションズリーグ2018-19 |
| 3 | 2018年11月19日 | ゲルゼンキルヒェン、アレナ・アウフシャルケ | ドイツ       | 2-2    | 2-2  | UEFAネーションズリーグ2018-19 |
| 4 | 2019年3月21日  | ロッテルダム、デ・カイプ                   | ベラルーシ   | 4-0    | 4-0  | UEFA EURO 2020予選            |
| 5 | 2021年10月11日 | ロッテルダム、デ・カイプ                   | ジブラルタル | 1-0    | 6-0  | 2022 FIFAワールドカップ・予選 |
| 6 | 2022年9月25日  | アムステルダム、ヨハン・クライフ・アレナ   | ベルギー     | 1-0    | 1-0  | UEFAネーションズリーグ        |
| 7 | 2023年10月16日 | アテネ、スタディオ・アギア・ソフィア       | ギリシャ     | 1-0    | 1-0  | UEFA EURO 2024予選            |

## タイトル

### クラブ
セルティックFC
- スコティッシュ・プレミアリーグ : 2013-14, 2014-15
- スコティッシュ・リーグ・カップ : 2014-15

リヴァプールFC
- UEFAチャンピオンズリーグ : 2018-19
- UEFAスーパーカップ：2019
- FIFAクラブワールドカップ：2019
- プレミアリーグ : 2019-20, 2024-25
- FAカップ : 2021-22
- EFLカップ : 2021-22, 2023-24
- FAコミュニティ・シールド：2022

### 個人
- PFA年間ベストイレブン : 2018-19
- PFA年間最優秀選手賞 : 2018-19
- プレミアリーグ年間最優秀選手賞 : 2018-19
- プレミアリーグ年間ベストイレブン :  2018–19, 2019–20, 2021–2022
- UEFAチーム・オブ・ザ・イヤー : 2018, 2019
- UEFA欧州最優秀選手賞 : 2019
- FIFA/FIFProワールドイレブン：2019